# Донфрон-ан-Пуаре (кантон)
Донфрон-ан-Пуаре (фр. Domfront en Poiraie) (до 5 марта 2020 года назывался Донфрон, фр. Domfronte) — кантон во Франции, находится в регионе Нормандия, департамент Орн. Входит в состав округа Аржантан.

## История
До 2015 года в состав кантона входили коммуны Аврийи, Донфрон, Ла-От-Шапель, Лонле-л'Аббе, Руэль, Сен-Боме-ле-Форж, Сен-Брис, Сен-Жиль-ле-Маре, Сен-Клер-де-Алуз, Сосе, Шамсекре.
В результате реформы 2015 года состав кантона был изменен. В него вошли отдельные коммуны упраздненного кантона Теншебре.
С 1 января 2016 года состав кантона изменился: коммуны Донфрон, Ла-От-Шапель и Руэль образовали новую коммуну Донфрон-ан-Пуаре, к которой перешел статус административного центра кантона.
5 марта 2020 года указом № 2020-212 кантон переименован в Донфрон-ан-Пуаре. .

## Состав кантона с 1 января 2016 года
В состав кантона входят коммуны (население по данным Национального института статистики Архивная копия от 7 ноября 2021 на Wayback Machine за 2018 г.):
- Аврийи (105 чел.)
- Донфрон-ан-Пуаре (4 211 чел.)
- Ле-Мениль-Сибу (114 чел.)
- Лонле-л'Аббе (1 121 чел.)
- Монсекре-Клерфужер (657 чел.)
- Сен-Боме-ле-Форж (1 033 чел.)
- Сен-Брис (152 чел.)
- Сен-Жиль-ле-Маре (109 чел.)
- Сен-Кантен-де-Шардоне (324 чел.)
- Сен-Кристоф-де-Шольё (97 чел.)
- Теншебре-Бокаж (4 902 чел.)
- Шамсекре (898 чел.)
- Шаню (1 261 чел.)

## Политика
На президентских выборах 2022 г. жители кантона отдали в 1-м туре Эмманюэлю Макрону 31,8 % голосов против 26,8 % у Марин Ле Пен и 13,4 % у Жана-Люка Меланшона; во 2-м туре в кантоне победил Макрон, получивший 55,9 % голосов. (2017 год. 1 тур: Франсуа Фийон – 25,2 %, Эмманюэль Макрон – 22,4 %, Марин Ле Пен – 21,9 %, Жан-Люк Меланшон – 15,0 %; 2 тур: Макрон – 64,1 %. 2012 год. 1 тур: Николя Саркози — 29,3 %, Франсуа Олланд — 23,7 %, Марин Ле Пен — 18,4 %; 2 тур: Саркози — 53,2 %).
С 2015 года кантон в Совете департамента Орн представляют вице-мэр коммуны Донфрон-ан-Пуаре Катрин Мёнье (Catherine Meunier) и депутат Национального собрания Франции, бывший мэр коммуны Теншебре-Бокаж Жером Нюри (Jérôme Nury) (оба ― Республиканцы).
|                | Кандидаты                      | Партия        | Первый тур | Первый тур |
| Кол-во голосов | Кандидаты                      | Партия        | % голосов  |            |
| -------------- | ------------------------------ | ------------- | ---------- | ---------- |
|                | Катрин Мёнье Жером Нюри        | Республиканцы | 2 864      | 78,02      |
|                | Себастьен Манзано Сесиль Русле | Экологисты    | 807        | 21,98      |

|                | Кандидаты                     | Партия             | Первый тур | Первый тур |
| Кол-во голосов | Кандидаты                     | Партия             | % голосов  |            |
| -------------- | ----------------------------- | ------------------ | ---------- | ---------- |
|                | Катрин Мёнье Жером Нюри       | Правый блок        | 3 747      | 59,41      |
|                | Сюзанн Деламбр Луи-Мари Мотен | Национальный фронт | 1 390      | 22,04      |
|                | Шанталь Журден Мишель Омер    | Левый блок         | 1 170      | 18,55      |